# Comuna de Sośnie
Sośnie (polaco: Gmina Sośnie) é uma gminy (comuna) na Polónia, na voivodia de Grande Polónia e no condado de Ostrowski. A sede do condado é a cidade de Sośnie.
De acordo com os censos de 2004, a comuna tem 6575 habitantes, com uma densidade 35,1 hab/km².

## Área
Estende-se por uma área de 187,46 km², incluindo:
- área agricola: 40%
- área florestal: 52%

## Demografia
Dados de 30 de Junho 2004:
|                      | Total   | Total | Mulheres | Mulheres | Homens  | Homens |
| -------------------- | ------- | ----- | -------- | -------- | ------- | ------ |
|                      | pessoas | %     | pessoas  | %        | pessoas | %      |
| População            | 6575    | 100   | 3256     | 49,5     | 3319    | 50,5   |
| Densidade (pop./km²) | 35,1    | 100   | 17,4     | 17,4     | 17,7    | 17,7   |

De acordo com dados de 2002, o rendimento médio per capita ascendia a 1527,22 zł.

## Subdivisões
- Bogdaj, Chojnik, Cieszyn, Dobrzec, Granowiec, Janisławice, Kałkowskie, Kąty Śląskie, Kocina, Konradów, Kuźnica Kącka, Mariak, Młynik, Możdżanów, Pawłów, Szklarka Śląska, Sośnie.

## Comunas vizinhas
- Kobyla Góra, Krośnice, Międzybórz, Milicz, Odolanów, Ostrzeszów, Przygodzice, Twardogóra